# ヒルポルトシュタイン
ヒルポルトシュタイン (ドイツ語: Hilpoltstein, ドイツ語発音: [ˈhɪlpɔltʃta‿in]) は、ドイツ連邦共和国バイエルン州ミッテルフランケンのロート郡に属す郡所属市で、ニュルンベルクの南約30km、ロートゼーの近くに位置する。シュタイン家一門のハインリヒ・フォン・シュタインとその息子のヒルポルト1世が1280年頃に "oppidum in Lapide" を拓いたとされている。

## 地理

### 自治体の構成
本市は、公式には49の地区 (Ort) からなる。このうち小集落や孤立農場などを除く集落を以下に列記する。
| - アルテンホーフェン - アウミューレ - ビショフスホルツ - アイバッハ - グラウヴィンクル - ハーゲンブーフ - ホイゼルン - ホイベルク - ヒルポルトシュタイン | - ホーフシュテッテン - ヤールスドルフ - カルム - ライ - マルグアルツホルツ - メッケンハウゼン - ミンドルフ - ミネッテンハイム - メルラッハ | - パータースホルツ - ピールハイム - ジンダースドルフ - ゾーラー - タンドル - ウンターレーデル - ヴァインスフェルト - ツェル |

## 歴史
城と村の成立は10世紀まで遡る。13世紀から14世紀にかけてシュタイン家の居城となった。1354年にヒルポルトシュタインは都市権を授けられた。シュヴァイガー・フォン・グンデルフィンゲンは1386年に城と都市をヴィッテルスバッハ家のバイエルン公に売却した。シュテファン3世、ヨハン2世、フリードリヒによるバイエルンの分割に伴い、ヒルポルトシュタインはバイエルン＝インゴルシュタット公領に属する事となった。1392年、シュテファン3世は都市権を承認。バイエルン＝ランツフート公ルートヴィヒ9世（裕福公）は、1473年にヒルポルトシュタインに教会と城の隣に "Traidkasten"を建設した。後者の建物は現在、"Haus des Gastes"（ゲストハウス）として用いられている。
1505年、ランツフート継承戦争でヒルポルトシュタインはプファルツ＝ノイブルク公領に編入された。ヒルポルトシュタインは、ハイデックおよびアラースベルクと共に1542年から36年間、帝国自由都市ニュルンベルクに質の抵当として預けられた。フィリップ・ルートヴィヒは、ヒルポルトシュタイン、ハイデック及びアラースベルクを金銭を支払い取り戻すと、ズルツバッハと共に宮中伯オットハインリヒ2世への遺産として遺した。オットハインリヒ2世フォン・ズルツブルクはヒルポルトシュタインの城とその支配権を妻のドロテア・マリアに遺贈した。彼の死後、城の改装を済ますと、1606年にこの未亡人となった宮中伯夫人はヒルポルトシュタインに移り住んだ。これが、ブルクフェストの起源である。
1616年、プファルツ＝ノイブルク公ヴォルフガング・ヴィルヘルムは弟のヨハン・フリードリヒにヒルポルトシュタインを与えた。1639年にドロテア・マリアが亡くなるとヒルポルトシュタイン城は荒廃した。更に1644年にヨハン・フリードリヒが亡くなると宮廷所在地としての機能も失われた。1799年、ヒルポルトシュタインはバイエルン選帝侯領に編入された。
1862年、Bezirkamt（地方管区庁）ヒルポルトシュタインが設置された。1939年に地方管区庁ヒルポルトシュタインから、ヒルポルトシュタイン郡が設置され、1972年まで存続した。1972年の市町村再編により、47の村や小集落が合併し、ヒルポルトシュタインは広域自治体となった。
ヒルポルトシュタインは小規模中心都市に発展したが、中規模中心都市に匹敵する機能も多く備えている。

## 見所
- 城周辺
  - 通行可能な城趾

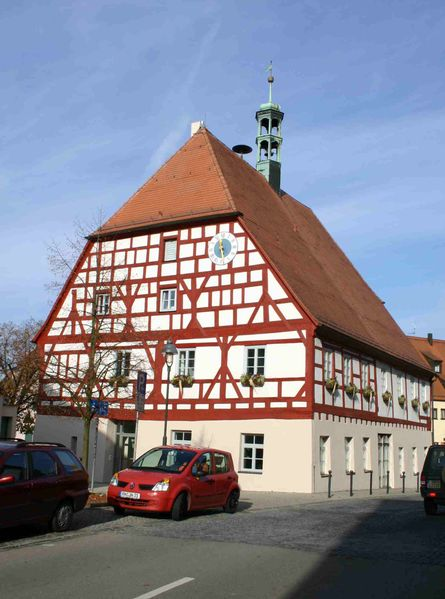
ヒルポルトシュタインのラートハウス

  - Traidkasten（トライトカステン）、現在は"Haus des Gastes"としてツーリストインフォメーションや市民大学、市立図書館などに利用されている。
- 中世風の城下町
  - 市壁
  - 洗礼者聖ヨハネ市教会。1473年建造、1732年に長堂が新築された。バロック様式の建築である。
  - ラートハウス（市庁舎）、1417年に商家として建造された。
  - 聖堂参事会の館、1491年建造。
  - 『シュヴァルツェス・ロス』（黒馬館）旅館、ロマネスク様式の丸天井の地下室、中世盛期の市防衛施設である防壁回廊を有している。16世紀の木組み建築で、ルネサンス期以降はビール醸造所にもなっていた。
  - シュヴァルツェス・ロス博物館。古い手工芸品、市の歴史、ビール醸造所としての歴史
  - いくつかの民家。一部は木組み建築である。
- アーデルス地区
  - ヤールスドルファー邸。1523年建造、貴族であるヤールスドルフ家の居館。
  - レジデンツ。1618年から1624年の建築。一部は区裁判所や金融庁として使われている。

## 経済と社会資本

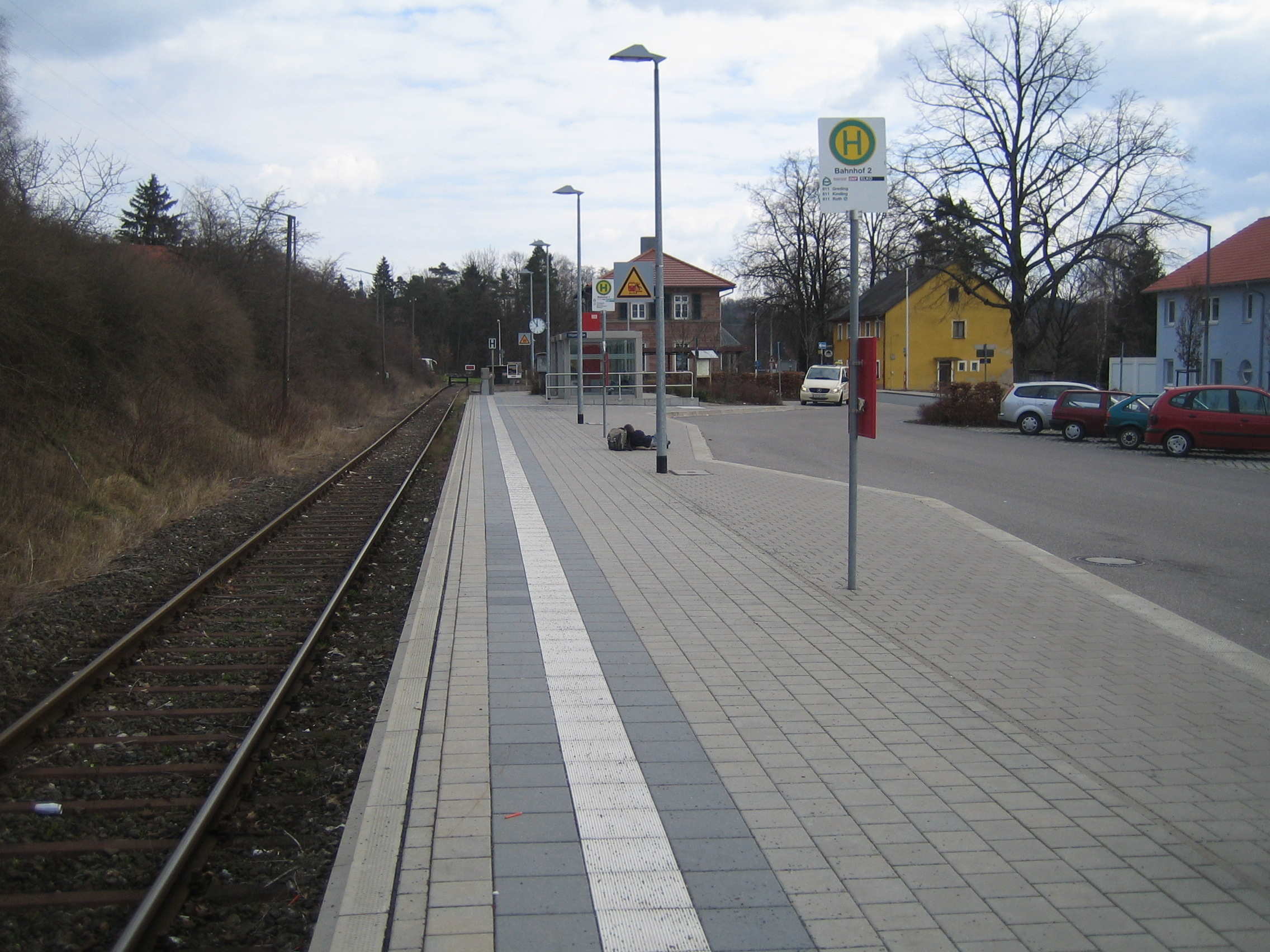
ヒルポルトシュタイン駅

### 交通
- ヒルポルトシュタイン駅は、鉄道 ロート - ヒルポルトシュタイン線の終着駅である。バス路線がアラースベルク駅（高速鉄道 ニュルンベルク - インゴルシュタット - ミュンヘン線が発着する）との間を運行している。マイン＝ドナウ運河橋も市内にある。
- ヒルポルトシュタインは、連邦アウトバーンA9号線沿いに位置し、ヒルポルトシュタイン南とアラースベルク/ヒルポルトシュタイン北の2つのインターチェンジを持つ。
- マイン＝ドナウ運河の停泊地や閘門も市内にある。

## 年中行事
- 5月: 中世祭
- 5月: 災害トーナメント
  - ヒルポルトシュタインの防災関連団体（消防局、レスキュー隊、バイエルン赤十字、水量監視所、警察）によるサッカー・トーナメント
- 7月の第1日曜日: トライアスロン大会 "Quelle Challenge Roth"
- 8月の第1週末: ブルクフェスト
- 9月/10月: カルト・ツアー（音楽祭）
- 9月の最終週末: 凧揚げ祭り
- 第1アドヴェント: アドヴェント・コンサートとクリスマス市

## 発明
植物油で駆動するエルシュベット・モーターはヒルポルトシュタインで発明された。

## 人物
- ヤーコプ・パイクス (1556 - 1623?) オルガニスト、作曲家、音楽編集者。ヒルポルトシュタインで亡くなった。
- ヨハン・クリストフ・シュトゥルム (1635 - 1703) 天文学者、数学者。ヒルポルトシュタイン出身者

## 引用
1. ↑  https://www.statistikdaten.bayern.de/genesis/online?operation=result&code=12411-003r&leerzeilen=false&language=de Genesis-Online-Datenbank des Bayerischen Landesamtes für Statistik Tabelle 12411-003r Fortschreibung des Bevölkerungsstandes: Gemeinden, Stichtag (Einwohnerzahlen auf Grundlage des Zensus 2011)
2. ↑  Max Mangold, ed (2005). Duden, Aussprachewörterbuch (6 ed.). Dudenverl. p. 403. ISBN 978-3-411-04066-7
3. ↑  Bayerische Landesbibliothek Online